# 歌舞伎の演目一覧
歌舞伎の演目一覧（かぶきの えんもく いちらん）では、歌舞伎の代表的な演目をあげる。
以下一覧中：
- それぞれの演目が歌舞伎狂言または歌舞伎舞踊として初演された年代順に列挙した。それが不詳なものについては、人形浄瑠璃として初演された年に拠った。
- 見出しは原則として本外題。別外題や通称がある場合は付記した。
- 幕・場・段が独立して上演される際に独自の名称が用いられる演目については改行一段下げて付記した。

## 一覧

### 元禄〜正徳年間
元禄文化から正徳の治の時代。
- 『遊女論』（ゆうじょ ろん）（延宝8年・1680）
  - 『歌舞伎十八番之内 不破』
- 『寿曽我対面』（ことぶき そがの たいめん）（元禄10年・1697）
- 『参会名護屋』（さんかい なごや）（元禄10年・1697）
  - 『歌舞伎十八番之内 暫』
- 『兵根元曾我』（つわもの こんげん そが）（元禄10年・1697）
  - 『歌舞伎十八番之内 不動』
- 『一心五界玉』（いっしん ごかいの たま）（元禄12年・1699）
  - 『歌舞伎十八番之内 嫐』
- 『傾城王昭君』（けいせい おうしょうくん）（元禄14年・1701）
  - 『歌舞伎十八番之内 象引』
- 『星合十二段』（ほしあい じゅうにだん）（元禄15年・1702）
  - 『歌舞伎十八番之内 勧進帳』
- 『花館愛護桜』（はなやかた あいごの さくら）（正徳3年・1713）
  - 『歌舞伎十八番之内 助六』
- 『大経師昔暦』（だいきょうじ むかし ごよみ）（正徳5年・1715）『おさん茂兵衛』

### 享保〜寛保年間
享保の改革の時代。
- 『国性爺合戦』（こくせんや かっせん） （享保元年・1716）
  - 『千里ヶ竹』、『楼門』、『甘輝館』
- 『鑓の権三重帷子』（やりの ごんざ かさね かたびら）　（人形浄瑠璃：享保2年・1717）　『鑓の権三』
- 『若緑勢曾我』（わかみどり いきおい そが）　（享保3年・1718）
  - 『歌舞伎十八番之内 外郎売』
- 『曽根崎心中』（そねざき しんじゅう）　（享保4年・1719）
- 『平家女護島』（へいけ にょごの しま）　（享保5年・1720）　
  - 『俊寛』（しゅんかん）
- 『心中天網島』（しんじゅう てんの あみしま）　（人形浄瑠璃：享保5年・1720）
  - 『心中紙屋治兵衛』、『天網島時雨炬燵』、『河庄』（『紙治』）、『時雨の炬燵』（『治兵衛内』）
- 『楪根元曾我』（ゆずりは こんげん そが）　（享保5年・1720）
  - 『歌舞伎十八番之内 矢の根』
- 『信州川中島合戦』（しんしゅう かわなかじま がっせん）　（人形浄瑠璃：享保6年・1721）　
  - 『輝虎配膳』（てるとら はいぜん）
- 『大塔宮曦鎧』（おおとうのみや あさひの よろい）　（享保8年・1723）
  - 『身替り音頭』、『切籠燈籠』
- 『国性爺竹抜五郎』（こくせんや たけぬき ごろう）　（享保12年・1727）
  - 『歌舞伎十八番之内 押戻』
- 『梶原平三誉石切』（かじわら へいざ ほまれの いしきり）　（享保15年・1730）　『石切梶原』
- 『鬼一法眼三略巻』（きいち ほうげん さんりゃくの まき）　（享保17年・1732）
  - 『菊畑』、『奥庭』、『一条大蔵譚』（いちじょう おおくら ものがたり）
- 『相生獅子』（あいおい じし）　（享保19年・1734）
- 『蘆屋道満大内鑑』（あしや どうまん おおうち かがみ） 『葛の葉』（くずのは）（人形浄瑠璃：享保19年・1734）
- 『刈萱桑門筑紫𨏍』（かるかや どうしん つくしの いえづと）　（元文元年・1736）『いもり酒』、『刈萱道心』
- 『閏月仁景清』（うるうづき ににん かげきよ）（元文2年・1737）
  - 『歌舞伎十八番之内 関羽』
- 『和田合戦女舞鶴』（わだかっせん おんな まいづる）（元文3年・1738）　『板額』（はんがく）
- 『ひらかな盛衰記』（ひらがな せいすいき）　（元文5年・1740）
  - 『源太勘当』、『大津の宿』、『笹引』、『逆櫓』、『神崎揚屋』（無間の鐘）
- 『姿観隅田川』（すがたみ すみだがわ）　（元文5年・1740）
  - 『歌舞伎十八番之内 七つ面』
- 『新薄雪物語』（しん うすゆき ものがたり）　（寛保元年・1741）
  - 『花見』、『詮議』、『合腹』、『鍛冶屋』
- 『小栗判官照手姫』（おぐり はんがん てるてひめ）　（寛保2年・1742）『小栗判官車街道』（おぐり はんがん くるまの かいどう）
- 『雷神不動北山桜』（なるかみふどう きたやま ざくら）　（寛保2年・1742）　『鳴神不動』
  - 『歌舞伎十八番之内 毛抜』、『歌舞伎十八番之内 鳴神』、『歌舞伎十八番之内 不動』

### 延享〜寛延年間
大御所吉宗の時代。
- 『夏祭浪花鑑』（なつまつり なにわ かがみ）　（延享2年・1745）
- 『菅原伝授手習鑑』（すがわら でんじゅ てならい かがみ） （延享3年・1746）
  - 『加茂堤』、『筆法伝授』、『道明寺』、『車引』、『賀の祝』、『寺子屋』
- 『義経千本桜』（よしつね せんぼん ざくら） （延享5年・1748）
  - 『鳥居前』、『渡海屋』、『道行初音旅』（吉野山）、『木の実』、『小金吾討死』、『すし屋』、『河連法眼館』（四ノ切）
- 『仮名手本忠臣蔵』（かなでほん ちゅうしんぐら） （寛延元年・1748）
  - 『大序』〜『十一段目』、『山科閑居』（九段目）、『落人』、『道行旅路の花聟』
- 『双蝶々曲輪日記』（ふたつちょうちょう くるわ にっき）　（寛延2年・1749）
  - 『角力場』（すもうば）、『井筒屋』、『米屋』、『難波裏』、『橋本』、『引窓』
- 『恋女房染分手綱』（こいにょうぼう そめわけ たづな）　（宝暦元年・1751）　『重の井子別れ』
- 『一谷嫩軍記』（いちのたに ふたば ぐんき）　（宝暦2年・1752）
  - 『陣門』、『組討』（壇特山）、『林住家』（流しの枝）、『熊谷陣屋』
- 『京鹿子娘道成寺』（きょうがのこ むすめ どうじょうじ） （宝暦3年・1753）　『娘道成寺』、『道成寺』
  - 『奴道成寺』、『二人道成寺』
- 『倭仮名在原系図』（やまとがな ありわら けいず）　（宝暦3年・1753）　『蘭平物狂』（らんぺい ものぐるい）（蘭平）
- 『釜渕双級巴』（かまがふち ふたつ どもえ）　（宝暦6年・1756）　『石川五右衛門』、『釜煎』
- 『源平布引滝』（げんぺい ぬのびきの たき）　（宝暦7年・1757）
  - 『義賢最期』、『竹生島遊覧』、『実盛物語』
- 『祇園祭礼信仰記』（ぎおん さいれい しんこうき）　（宝暦8年・1758）
  - 『金閣寺』
- 『曾我万年柱』（そが まんねん ばしら） 　（宝暦10年・1760年)
  - 『歌舞伎十八番之内 解脱』
- 『鷓山姫捨松』（ひばりやま ひめすてまつ）　（宝暦10年・1760年)　『中将姫』
- 『三十三間堂棟木由来』（さんじゅうさんげんどう むなぎの ゆらい）　（宝暦11年・1761）　『卅三間堂棟由来』、『柳』
  - 『平太郎住家』、『音頭』
- 『御所桜堀川夜討』（ごしょざくら ほりかわ ようち）　（宝暦12年・1762）
  - 『弁慶上使』、『藤弥太物語』（とうやた ものがたり）
- 『鷺娘』（さぎむすめ）　（宝暦12年・1762年 - 現行版は明治19年・1886）
- 『奥州安達原』（おうしゅう あだちがはら）　（宝暦13年・1763）
  - 『鶴殺し』、『文治住家』、『袖萩祭文』、『一つ家』
- 『傾城反魂香』（けいせい はんごんこう）　（宝暦13年・1763）　『吃又』（どもまた）

### 明和〜天明年間
田沼時代から天明歌舞伎の時代。
- 『須磨都源平躑躅』（すまの みやこ げんぺい つつじ）　（宝暦13年・1763）　『扇屋熊谷』
- 『本朝廿四孝』（ほんちょう にじゅうし こう）　（明和3年・1766）
  - 『筍掘り』、『勝頼切腹』、『道行似合の女夫丸』（みちゆき にあいの めおとがん）、『十種香』（じっしゅ こう）、『奥庭』（狐火）
- 『宿無団七時雨傘』（やどなし だんしち しぐれの からかさ）　（明和5年・1768）　『宿無し団七』
- 『近江源氏先陣館』（おうみげんじ せんじん やかた）　（明和7年・1770）
  - 『盛綱陣屋』（近八）
- 『日高川入相花王』（ひだかがわ いりあい ざくら）　（明和7年・1770）　『日高川』
- 『妹背山婦女庭訓』（いもせやま おんな ていきん）　（明和8年・1771）
  - 『芝六住家』、『吉野川』（山の段）、『道行恋苧環』（みちゆきこいのおだまき）、『御殿』
- 『大銀杏栄景清』（おおいちょう さかえ かげきよ）　（享保17年・1732）
  - 『歌舞伎十八番之内 景清』
- 『伊達娘恋緋鹿子』（だてむすめ こいの ひがのこ）　（安永2年・1773、改作安政3年・1856）　『櫓のお七』、『八百屋お七』
- 『其面影二人椀久』（そのおもかげ ににん わんきゅう）　（安永3年・1774）　『二人椀久』
- 『桜鍔恨鮫鞘』（さくらつば うらみの さめざや）　（安永3年・1774）
  - 『鰻谷』
- 『誂染曾我雛型』（おあつらえぞめ そがの ひながた）　（安永3年・1774）　
  - 『歌舞伎十八番之内 鎌髭』 （六部）
- 『隅田川続俤』（すみだがわ ごにちの おもかげ）　（『双面』安永4年・1775、『法界坊』天明4年・1784）
- 『競伊勢物語』（はでくらべ いせ ものがたり）　（安永4年・1775）　『伊勢物語』
  - 『小よしの内』
- 『桂川連理柵』（かつらがわ れんりの しがらみ）　（安永5年・1776）　『帯屋』
- 『天満宮菜種御供』（てんまんぐう なたねの ごくう）　（安永6年・1777）　『時平の七笑』（しへいの ななわらい）
- 『恋飛脚大和往来』（こいびきゃく やまと おうらい、こいの たより やまと おうらい）（安永7年・1778）　『梅川忠兵衛』
  - 『封印切』、『新口村』
- 『伽羅先代萩』（めいぼく せんだい はぎ）　（安永6年・1777）　『先代萩』
  - 『花水橋』、『高尾の吊斬り』、『竹の間』、『御殿』、『床下』、『対決』、『刃傷』
- 『伊達競阿国戯場』（だてくらべ おくに かぶき）　（安永7年・1778）　『薫木累物語』（めいぼく かさね ものがたり）
- 『碁太平記白石噺』（ご たいへいき しろいし ばなし）　（安永7年・1778）
  - 『田植え』、『雷門』、『揚屋』
- 『大願成就殿下茶屋聚』（たいがんじょうじゅ てんがちゃや むら）　（天明元年・1781）　『敵討天下茶屋聚』（かたきうち てんがぢゃや むら）、『天下茶屋』
- 『加々見山旧錦絵』（かがみやま こきょうの にしきえ）　（天明3年・1783）
  - 『草履打ち』
- 『伊賀越道中双六』（いがごえ どうちゅう すごろく） （天明3年・1783）
  - 『饅頭娘』、『奉書試合』、『沼津』、『遠眼鏡』、『岡崎』、『沼津』
- 『けいせい倭草子』（けいせい やまと ぞうし）　（天明4年・1784）　『蝶の道行』
- 『積恋雪関扉』（つもる こい ゆきの せきのと） （天明4年・1784） 『関の扉』（せきのと）
- 『隅田川続俤』（すみだがわ　ごにちのおもかげ）（天明4年・1784） 『法界坊』（ほうかいぼう）
- 『羽根の禿』（はねの かむろ）　（天明5年・1785）
- 『花上野誉碑』（はなの うえの ほまれの いしぶみ）　（天明8年・1788）　『志渡寺』（しどでら）
- 『戻駕色相肩』（もどり かご いろに あいかた）　（天明8年・1788）　『戻駕』

### 寛政年間
寛政の改革の時代。
- 『有職鎌倉山』（ゆうしょく かまくらやま）　（寛政元年・1789）　『鎌倉山』
- 『彦山権現誓助剣』（ひこさん ごんげん ちかいの すけだち）　（寛政2年・1790）
  - 『瓢箪棚』（ひょうたん だな）、『杉坂墓所』、『毛谷村』（けやむら）
- 『傾城阿波の鳴門』（けいせい あわの なると）　（寛政2年・1790）　『どんどろ』
- 『義経腰越状』（よしつね こしごえじょう）　（寛政2年・1790）　
  - 『五斗三番叟』（ごと さんばそう）、『鉄砲場』
- 『木下蔭狭間合戦』（このした かげはざま かっせん）　（寛政6年・1794）　『石川五右衛門』
- 『神霊矢口渡』（しんれい やぐちの わたし）　（寛政6年・1794）　『お船頓兵衛』
- 『五大力恋緘』（ごだいりき こいの ふうじめ）　（寛政6年・1794）
- 『八重桐廓話』（やえぎり くるわ ばなし）　（寛政7年・1795）　『嫗山姥』（こもち やまんば）
- 『壇浦兜軍記』（だんのうら かぶと ぐんき）　『阿古屋』、『琴攻め』　（寛政8年・1796）
- 『伊勢音頭恋寝刃』（いせおんど こいの ねたば）　（寛政8年・1796）　『油屋』
- 『絵本太功記』（えほん たいこうき）　（寛政11年・1799）
  - 『太十』（たいじゅう）

### 文化〜文政年間
化政文化が爛熟した時代。
- 『艶容女舞衣』（はですがた おんな まいぎぬ）　（享和元年・1801）　『酒屋』
- 『天竺徳兵衛韓噺』（てんじく とくべえ いこく ばなし）　（享和4年・1804）　『天竺徳兵衛』
- 『廓文章』（くるわ ぶんしょう）　（文化2年・1805）　『吉田屋』
- 『四天王楓江戸粧』（してんのう もみじの えどぐま）　（文化2年・1805）
- 『近頃河原達引』（ちかごろ かわらの たてひき）　（文化4年・1807）　『堀川』
- 『新版歌祭文』（しんばん うたざいもん）　（文化5年・1808）　
  - 『野崎村』（お染久松）
- 『時今也桔梗旗揚』（ときはいま ききょうの はたあげ）　（文化5年・1808）
  - 『饗応』（眉間割）、『馬盥』（ばだらい）、『愛宕山』
- 『八陣守護城』（はちじん しゅごの ほんじょう）　（文化5年・1808）
- 『彩入御伽艸』（いろえ いり おとぎ ぞうし）　（文化5年・1808） 『小幡小平次』『生きてゐる小平次』
- 『松竹梅湯島掛額』（しょうちくばい ゆしまの かけがく）　（文化6年・1809）　『お土砂』
- 『心謎解色絲』（こころの なぞ とけた いろいと）　（文化7年・1810）　『本町絲屋娘』（ほんちょう いとやの むすめ）
- 『絵本合法衢』（えほん がっぽうが つじ）　（文化7年・1810）『立場の太平次』
- 『助六所縁江戸桜』（すけろく ゆかりの えどざくら、助六を市川團十郎・市川海老蔵がつとめる場合）　（文化8年・1811）　『歌舞伎十八番之内 助六』
  - 『助六曲輪江戸桜』（すけろく くるわの えどざくら、助六を松本幸四郎がつとめる場合）
  - 『助六曲輪菊』（すけろく くるわの ももよぐさ、助六を尾上菊五郎がつとめる場合）
  - 『助六曲輪初花桜』（すけろく くるわの はつざくら、助六を片岡仁左衛門がつとめる場合）
  - 『助六桜二重帯』（すけろく さくらの ふたえおび、助六を坂東三津五郎がつとめる場合）
  - 『助六曲輪澤瀉桜』（すけろく くるわの いえざくら、助六を市川猿之助がつとめる場合）
- 『村松風二人汐汲』（むらの まつかぜ ににん しおくみ）　（文化8年・1811）『汐汲』（しおくみ）
- 『玉藻前曦袂』（たまものまえ あさひの たもと）　（文化8年・1811）
  - 『道春館』
- 『近江のお兼』（おうみの おかね）　（文化10年・1813）　『晒女』、『團十郎娘』
- 『嬢景清八島日記』（むすめ かげきよ やしま にっき）　（文化10年・1813）　『日向島』
- 『東海道中膝栗毛』（とうかいどうちゅう ひざくりげ）　（文化11年・1814）
- 『正札附根元草摺引』（しょうふだつき こんげん くさずりびき）　（文化11年・1814）　『正札附』、『草摺引』
- 『隅田川花御所染』（すみだがわ はなの ごしょぞめ）　（文化11年・1814）『女清弦』
- 『杜若艶色紫』（かきつばた いろも えどぞめ）　（文化12年・1815）　『土手のお六』
- 『其小唄夢廓』（そのこうた ゆめも よしわら）　（文化13年・1816）　『権八小紫』
  - 『権上』
- 『桜姫東文章』（さくらひめ あずま ぶんしょう） （文化14年・1817）
- 『鎌倉三代記』（かまくら さんだいき）　（文政元年・1818）　『絹川村閑居』
- 『保名』（やすな）　（文政元年・1818）　『保名狂乱』、『深山桜及兼樹振』（みやまの はな とどかぬ えだぶり）、『小袖物狂』
- 『鳥羽絵』（とばえ）　（文政2年・1819）
- 『色彩間刈豆』（いろもよう ちょっと かりまめ）　（文政6年・1823）　『累』（かさね）
- 『浮世柄比翼稲妻』（うきよづか ひよくの いなづま）　（文政6年・1823）
  - 『稲妻草子』（あざ娘）、『鞘当』、『鈴ヶ森』（御存鈴ヶ森）
- 『盟三五大切』（かみかけて さんご たいせつ）　（文政8年・1825）
- 『東海道四谷怪談』（とうかいどう よつや かいだん）（文政8年・1825）　『四谷怪談』、『いろは仮名四谷怪談』
  - 『浅草額堂』、『地獄宿』、『裏田圃』、『浪宅』（髪梳き）、『穏亡掘』（おんぼぼり）、『三角屋敷』、『蛍狩り』、『蛇山庵室』
- 『道行浮塒鴎』（みちゆき うきねの ともどり）　（文政8年・1825）　『お染め』
- 『再茲歌舞伎花轢』（またここに かぶきの はなだし）　（文政9年・1826）　『お祭』（おまつり）
- 『藤娘』（ふじむすめ）　（文政9年・1826年 - 現行版は昭和12年・1937）
- 『供奴』（ともやっこ）　（文政11年・1828）

### 天保年間
天保の改革の時代。
- 『六歌仙容彩』（ろっかせん すがたの いろどり）　（天保2年・1831）
  - 『遍照』、『文屋』、『業平』、『喜撰』、『黒主』　（『小町』はない）
- 『弥生の花浅草祭』（やよいの はな あさくさ まつり）　（天保3年・1832）　『三社祭』
- 『道行旅路の花聟』（みちゆき たびじの はなむこ）　（天保4年・1833）　『落人』、『お軽勘平』
- 『忍夜恋曲者』（しのびよる こいは くせもの）　（天保7年・1836）　『将門』、『滝夜叉』
- 『由良湊千軒長者』（ゆらの みなと せんげん ちょうじゃ）　（天保8年・1837）　『三荘大夫／山荘大夫』（さんしょ だゆう）、『鶏娘』
- 『花舞台霞の猿曳』（はなぶたい かすみの さるひき）　（天保9年・1838）　『靱猿』（うつぼ ざる）
- 『勧進帳』 （かんじんちょう）　（天保11年・1840）
- 『宮島のだんまり』（みやじまの だんまり）　（天保13年・1842）
- 『乗合船恵方万歳』（のりあいぶね えほう まんざい）　（天保14年・1843）

### 弘化〜慶應年間
幕末動乱の時代。
- 『銘作左小刀』（めいさく ひだり こがたな）　（弘化4年・1847）　『京人形』
- 『播州皿屋敷』（ばんしゅう さらやしき）　（嘉永3年・1850）
- 『東山桜荘子』（ひがしやまさくらそうし）　（嘉永4年・1851）　『佐倉義民伝』、『佐倉宗吾』
- 『南総里見八犬伝』（なんそう さとみ はっけんでん）　（嘉永5年・1852）（現行版は昭和22年・1947）
- 『柳絲引御摂』（やなぎの  いと ひくや ごひいき）　（嘉永5年・1852）　『操三番』（あやつり さんば）
- 『与話情浮名横櫛』（よわなさけ うきなの よこぐし） （嘉永6年・1853）　『切られ与三』、『お富与三郎』
  - 『木更津見染め』、『赤間別荘』、『源氏店』
- 『都鳥廓白波』（みやこどり ながれの しらなみ）　（安政元年・1854）　『忍ぶの惣太』
- 『若木仇名草』（わかぎ あだなぐさ）　（安政2年・1855）　『蘭蝶』（らんちょう）
- 『蔦紅葉宇都谷峠』（つたもみじ うつのや とうげ）　（安政3年・1856）　『宇都谷峠』、『文弥殺し』
- 『新台いろは書初』（しんぶたい いろはの かきぞめ）　（安政3年・1856）
- 『鼠小紋東君新形』（ねずみ こもん はるの しんがた）　（安政4年・1857）　『鼠小僧』
- 『小袖曾我薊色縫』（こそで そが あざみの いろぬい）（安政6年・1859）
  - 『花街模様薊色縫』（さともよう あざみの いろぬい）  『十六夜清心』（いざよい せいしん）
- 『三人吉三廓初買』（さんにん きちさ くるわの はつがい） （安政7年・1860） 『三人吉三』　
  - 『三人吉三巴白波』（さんにん きちさ ともえの しらなみ）
- 『寿式三番叟』（ことぶき しき さんばそう）　（安政年間）　『三番叟』
- 『金門五山桐』（きんもん ごさんの きり）　（安政7年・1860）　
  - 『楼門五三桐』（さんもん ごさんの きり）
  - 『山門』
- 『加賀見山再岩藤』（かがみやま ごにちの いわふじ）　（万延元年・1860）
  - 『骨寄せの岩藤』
- 『八幡祭小望月賑』（はちまん まつり よみやの にぎわい）　（万延元年・1860）　『縮屋新助』、『美代吉殺し』
- 『勧善懲悪覗機関』（かんぜんちょうあく のぞき からくり）（文久2年・1862）『村井長庵』
- 『青砥稿花紅彩画』（あおとぞうし はなの にしきえ） 『白浪五人男』（しらなみ ごにんおとこ）、『弁天娘女男白浪』（べんてん むすめ めおの しらなみ）、『弁天小僧』（文久2年・1862）
- 『曽我綉侠御所染』（そがもよう たてしの ごしょぞめ）　（文久4年・1864）
  - 『時鳥殺し』、『御所五郎蔵』（ごしょの ごろぞう）
- 『処女翫浮名横櫛』（むすめごのみ うけきなの よこぐし）　（文久4年・1864）　『切られお富』
- 『石橋』（しゃっきょう）　（慶応3年・1867）

### 明治年間
明治歌舞伎の黄金時代。
- 『樟紀流花見幕張』（くすのきりゅう はなみの まくはり）　（明治3年・1870）　『慶安太平記』（けいあんたいへいき）、『丸橋忠弥』
- 『連獅子』（れんじし）　（明治5年・1872年)
- 『国性爺姿写真鏡』（こくせんや すがたの うつしえ）　（明治5年・1872年）　『古今彦三』（こきん ひこぞう）
- 『梅雨小袖昔八丈』（つゆこそで むかし はちじょう）6　（明治6年・1873）　『髪結新三』（かみゆい しんざ）
- 『雲上野三衣策前』（くもの うえの さんえの さくまえ）　（明治7年・1864）
  - 『天衣紛上野初花』（くもにまごう うえのの はつはな）　（明治14年・1881）　『河内山と直侍』（こうちやまと なおざむらい）
    - 『河内山』（こうちやま）

  - 『雪夕暮入谷畦道』（ゆきの ゆうべ いりやの あぜみち）（直侍と三千歳）
- 『天一坊大岡政談』（てんいちぼう おおおか せいだん）　（明治8年・1875）　『扇音々大岡政談』（おうぎ びょうし おおか せいだん）、『天一坊』
- 『極付幡随長兵衛』（きわめつき ばんずい ちょうべえ）　（明治14年・1881）
- 『島鵆月白波』（しまちどり つきの しらなみ）　（明治14年・1881）　『島千鳥』『千太と島蔵』
- 『夜討曽我狩場曙』（ようち そが かりばの あけぼの）　（明治14年・1881）　『夜討曽我』
- 『土蜘』（つちぐも）　（明治14年・1881）
- 『松浦の太鼓』（まつうらの たいこ）　（明治15年・1882）
- 『茨木』（いばらき）　（明治16年・1883）
- 『新皿屋舗月雨暈』（しん さらやしき つきの あまがさ）　（明治16年・1883）　『魚屋宗五郎』（さかなや そうごろう）
- 『盲長屋梅加賀鳶』（めくらながや うめが かがとび）　（明治17年・1884）　『加賀鳶』
- 『北条九代名家功』（ほうじょう くだい めいかの いさおし）　（明治17年・1884）
  - 『高時』、『天狗舞』、『義貞』
- 『摂州合邦辻』（せっしゅう がっぽうが つじ）　（明治18年・1885年）　『合邦』
  - 『合邦庵室』
- 『水天宮利生深川』（すいてんぐう めぐみの ふかがわ）　（明治18年・1885）　『筆屋幸兵衛』（ふでやこうべえ）、『筆幸』（ふでこう）
- 『初霞空住吉』（はつがすみ そらも すみよし）　（明治19年・1886）　『活惚』（かっぽれ）
- 『船弁慶』（ふなべんけい）　（明治19年・1886）
- 『観音霊場記・三拾三所花野山』（かんのん れいじょうき・さんじゅうさんしょ はなのやま）　（明治20年・1887）『志賀の里』、『二月堂』
  - 『二月堂・良弁杉由来』（にがつどう・ろうべんすぎの ゆらい）
- 『紅葉狩』（もみじがり）　（明治20年・1887）
- 『壺坂霊験記』（つぼさか れいげんき）　（明治21年・1888）『壺坂観音霊験記』、『お里沢市』
- 『籠釣瓶花街酔醒』（かごつるべ さとの えいざめ）　（明治21年・1888）　『籠釣瓶』
- 『蔦模様血染御書』（つたもよう ちぞめの ごしゅいん）　（明治22年・1889）　『細川の血達磨』
- 『神明恵和合取組』（かみの めぐみ わごうの とりくみ）　（明治23年・1890）　『め組の喧嘩』
- 『戻橋』（もどりばし）　（明治23年・1890）
- 『怪異談牡丹灯籠』（かいだん ぼたん どうろう）　（明治25年・1892）
- 『素襖落』（すおうおとし）　（明治25年・1892）
- 『春興鏡獅子』（しゅんきょう かがみじし）　（明治26年・1893）　『鏡獅子』
- 『暫』（しばらく）　（明治28年・1895）
- 『江戸育於祭佐七』（えどそだち おまつり さしち）　（明治31年・1898）　『お祭り佐七』
- 『人情噺文七元結』（にんじょうばなし ぶんしち もっとい）　（明治35年・1902）
- 『桐一葉』（きりひとは）　（明治37年・1903）
- 『沓手鳥孤城落月』（ほととぎす こじょうの らくげつ）　（明治38年・1905）
- 『土屋主税』（つちや ちから）　（明治40年・1907）
- 『女殺油地獄』（おんなごろし あぶらの じごく）　（明治42年・1909）
- 『身替座禅』（みがわり ざぜん）　（明治43年・1910）
- 『修禅寺物語』（しゅぜんじ ものがたり）　（明治44年・1911）

### 大正〜戦前昭和
新歌舞伎全盛の時代。
- 『お夏狂乱』（おなつ きょうらん）　（大正3年・1914）
- 『堀川波の鼓』（ほりかわ なみの つづみ）　（大正3年・1914）
- 『鳥辺山心中』（とりべやま しんじゅう）　（大正4年・1915）
- 『番町皿屋敷』（ばんちょう さらやしき）　（大正5年・1916）
- 『名月八幡祭』（めいげつ はちまんまつり）　（大正7年・1918）
- 『今様薩摩歌』（いまよう さつまうた）　（大正7年・1918）
- 『天守物語』（てんしゅ ものがたり）　（大正8年・1919）
- 『藤十郎の恋』（とうじゅうろうの こい）　（大正8年・1919）
- 『頼朝の死』（よりともの し）　（大正8年・1919）
- 『権三と助十』（ごんざと すけじゅう）　（大正15年・1926）
- 『江戸城総攻』（えどじょう そうぜめ）　（第一作は大正15年・1926、以後場毎に連作）
  - 『江戸城総攻』、『慶喜命乞』、『将軍江戸を去る』
- 『西山物語』（にしやま ものがたり）　（昭和3年・1928）
- 『中山七里』（なかやま しちり）　（昭和4年・1929）
- 『一本刀土俵入』（いっぽんがたな どひょういり） （昭和6年・1931）
- 『瞼の母』（まぶたの はは）　（昭和6年・1931）
- 『元禄忠臣蔵』（げんろく ちゅうしんぐら）　（第一作は昭和9年・1934、以後場毎に連作）
  - 第1編 『江戸城の刃傷』（えどじょうの にんじょう）　（昭和10年・1935年1月）
  - 第2編 『第二の使者』（だいにの ししゃ）　（昭和10年・1935年1月）
  - 第3編 『最後の大評定』（さいごの だいひょうじょう）　（昭和10年・1935年4月）
  - 第4編 『伏見撞木町』（ふしみ しゅもくちょう）　（昭和14年・1939年4月）
  - 第5編 『御浜御殿綱豊卿』（おはまごてん つなとよきょう）　（昭和15年・1940年1月）
  - 第6編 『南部坂雪の別れ』（なんぶざか ゆきの わかれ）　（昭和13年・1938年11月）
  - 第7編 『吉良屋敷裏門』（きらやしき うらもん）　（昭和13年・1938年4月）
  - 第8編 『泉岳寺』（せんがくじ）　（昭和16年・1941年11月）　※初演時外題は『泉岳寺の一日』
  - 第9編上の巻 『仙石屋敷』（せんごく やしき）　（昭和13年・1938年4月）
  - 第9編下の巻『十八ヶ条申開き』（じゅうはっかじょう もうしひらき）　（昭和14年・1939年2月）
  - 第10編 『大石最後の一日』（おおいし さいごの いちにち）　（昭和9年・1934年2月）
- 『暗闇の丑松』（くらやみの うしまつ）　（昭和9年・1934）

### 戦後昭和〜平成年間
新作歌舞伎からスーパー歌舞伎へ。
- 『源氏物語』（第一作は昭和26年・1951、以後場毎に連作）
- 『楊貴妃』（昭和26年・1951）
- 『少将滋幹の母』（しょうしょう しげもとの はは）（昭和26年・1951）
- 『若き日の信長』（昭和27年・1952）
- 『浮舟』（昭和28年・1953）『北條源氏』
- 『江戸の夕映え』（えどの ゆうばえ）（昭和28年・1953）
- 『鰯売恋引網』（いわしうり こいの ひきあみ）（昭和29年・1954）
- 『井伊大老』（昭和31年・1956）
- 『柳影沢蛍火』（やなぎかげ さわの ほたるび）（昭和45年・1970）
- 『椿説弓張月』（ちんせつ ゆみはりづき）（昭和45年・1970）
- 『ヤマトタケル』（昭和61年・1986）
- 『オグリ』（平成3年・1991）『小栗判官』（おぐり はんがん）
- 『葉武列土倭錦絵』（はむれっと やまとの にしきえ）（平成3年・1991）
- 『八犬伝』（はっけんでん）（平成5年・1993）
- 『カグヤ』（平成8年・1996）
- 『オオクニヌシ』（平成9年・1997）
- 『新・三国志』（第一作は平成11年・1999、以後場毎に連作）
  - 『新・三国志』、『新・三国志 II・孔明篇』、『新・三国志 III・完結篇』
- 『野田版研ぎ辰の討たれ』（とぎたつのうたれ）（平成13年・2001）
- 『野田版鼠小僧』（のだばん ねずみこぞう）（平成15年・2003）
- 『決闘! 高田馬場』（けっとう たかだのばば）（平成18年・2006）
- 『NINAGAWA十二夜』（にながわ じゅうにや）（平成19年・2007）
- 『竜馬がゆく』（りょうまが ゆく）(第一作は平成19年・2007、以後場毎に連作）
  - 『立志篇』、『風雲篇』、『最後の一日』
- 『江戸宵闇妖鉤爪』（えどの やみ あやしの かぎつめ）（平成20年・2008）
- 『野田版 愛陀姫』（平成20年・2008）
- 『大江戸りびんぐでっど』（平成21年・2009）
- 歌舞伎NEXT『阿弖流為（アテルイ）』（平成27年・2015）
- 『あらしのよるに』（平成27年・2015）
- 『ワンピース』（平成27年・2015）
- 『日本昔ばなし』（平成28年・2016） - 市川海老蔵の自主公演会ABKAIで初演、2018年の新橋演舞場初春歌舞伎で連作を続演
- 『今昔饗宴千本桜』（はなくらべ せんぼんざくら）（平成28年・2016）
- 『東海道中膝栗毛＜やじきた＞』（平成28年・2016） - 四代目市川猿之助の独自演出・脚本による。以降、毎年シリーズ新作を上演。
- 『野田版 桜の森の満開の下』（平成29年・2017）
- 『極付印度伝 マハーバーラタ戦記』（きわめつきいんどでん まはーばーらたせんき）（平成29年・2017）
- 『花街詞合鏡』（くるわことば あわせかがみ）（平成29年・2017）
- 『新作歌舞伎 NARUTO -ナルト-』（平成30年・2018）
- 『積思花顔競』（つもるおもい はなのかおみせ）（平成30年・2018）

### 令和年間
- 『月光露針路日本 風雲児たち』（つきあかりめざすふるさと ふううんじたち）（令和元年・2019）
- 『スーパー歌舞伎Ⅱ 新版オグリ』（令和元年・2019）
- 『新作歌舞伎 風の谷のナウシカ』（令和元年・2019）
- 『御伽草紙戀姿絵』（おとぎぞうし こいのすがたえ）（令和3年・2021）
- 『永遠花誉功』（とわのはな ほまれのいさおし）（令和4年・2022）
- 『瑠璃光』（るりこう）（令和4年・2022）
- 『ファイナルファンタジーX』（令和5年・2023）
- 『新作歌舞伎 流白浪燦星』（令和5年・2023）